# خالیون (گووی-آلتای)
خالیون (به لاتین: Khaliun) یک منطقهٔ مسکونی در مغولستان است که در استان گاوی-آلتای واقع شده‌است. خالیون ۴٬۲۱۴ کیلومتر مربع مساحت دارد.